# تسوواتغ
تسوواتغ (به ارمنی: Ծովատեղ) یک منطقهٔ مسکونی در جمهوری آرتساخ است که در استان مارتونی واقع شده‌است.